# Verner Lehtimäki
Verner Lehtimäki (8 de junio de 1890 - 5 de abril de 1938), fue un socialista, soldado, piloto, revolucionario e ingeniero aeroespacial finlandés.

## Primeros años
Nació como hijo de un campesino en Vahto, un municipio rural pequeño en la provincia de Finlandia del Suroeste. Tenía dos hermanos quienes también fueron entusiastas socialistas. Su hermano menor, Hjalmar (1896–1934) era líder de la Guardia Roja en la guerra civil finlandesa. Su hermano mayor, Konrad Lehtimäki (1886–1937), era un autor, periodista y miembro de Parlamento finlandés.
Fue al mar a edad temprana y más tarde emigró a los Estados Unidos. Trabajó primero en un rancho de Nuevo México y en la década del 1910, en un barco fluvial en el Río Misisipi. En 1916 Lehtimäki se trasladó a Rusia donde obtuvo empleo en un local comercial de Vauxhall Motors en San Petersburgo. Después de la Revolución de febrero en 1917, Lehtimäki perdió su trabajo y se dedicó a contrabandear armas para los revolucionarios finlandeses. Más tarde en el mismo año, Lehtimäki regresó a Finlandia, el cual era entonces región autónoma de Rusia.

## Guerras Civiles rusas y finlandesa
Durante la guerra civil finlandesa de 1918, Lehtimäki era uno de los comandantes al mando de la Guardia Roja. Después de la Guerra Civil, Lehtimäki luchó en la Campaña del Norte de Rusia por parte de los Aliados, liderado por los británicos organizado por la Legión Murmansk qué estuvo compuesto por exmiembros finlandeses de la Guardia Roja. Fue promovido a Coronel por la Marina Real Británica. En 1920, se convirtió en piloto en la Rusia Soviética. Ejerció en la Flota del Báltico como piloto de hidroaviones y participó en la supresión de la Rebelión de Kronstadt en marzo de 1921. Fue condecorado con la Orden de la Bandera Roja. Posteriormente se graduó de la Academia de Ingeniería de la Fuerza Aeréa Zhukovsky en Moscú y ejerció como ingeniero en la Aviación Naval Soviética en San Petersburgo.

## Años en China, Estados Unidos y la Unión Soviética
En 1923, Lehtimäki viajó a China con su hermano Hjalmar. Trabajó en una oficina de aduana en Shanghái, pero se presume que estaba espiando para los soviéticos. Su esposa, la cantante de ópera suizo Lilly Leemann, actuaba con la Orquesta Municipal de Shanghái. Un año más tarde, Verner dejó a sus hermanos, viajando a los Estados Unidos para estudiar aviación, donde además, trabajó para diversas compañías aéreas en San Francisco, Chicago y Nueva York. También comerció aviones en la Unión Soviética tras regresar en 1932. Allí trabajó en Leningrado como ingeniero en la fabricación de aeronaves. Lehtimäki adquirió la ciudadanía soviética en 1936. Su hermano Hjalmar, murió de cáncer gástrico en Moscú en 1934.
Verner Lehtimäki fue arrestado durante la Gran Purga de Stalin en enero de 1938. Fue acusado de tener vínculos con el socialista finlandés Oskari Tokoi quién había pasado al bando contrarrevolucionario. Lehtimäki fue ejecutado el 5 de abril de 1938. Fue rehabilitado después de la muerte de Stalin en 1957.